# Campionatul Mondial de Handbal Masculin din 1958
A 3-a ediție a Campionatului Mondial de Handbal Masculin s-a desfășurat în perioada 27 februarie - 2 martie 1958 în RDG. Echipa Suediei a câștigat campionatul după ce a învins în finală echipa Cehoslovaciei cu scorul de 22 - 12 și a devenit pentru a doua oară campioană mondială.

## Clasament general
| Poz. | Echipă       |
| ---- | ------------ |
| 1    | Suedia       |
| 2    | Cehoslovacia |
| 3    | Germania     |
| 4    | Danemarca    |
| 5    | Polonia      |
| 6    | Norvegia     |
| 7    | Ungaria      |
| 8    | Iugoslavia   |
| 9    | Franța       |
| 10   | Islanda      |
| 11   | Austria      |
| 12   | Spania       |
| 13   | România      |
| 14   | Finlanda     |
| 15   | Brazilia     |
| 16   | Luxemburg    |

## Legături externe
Materiale media legate de Campionatul Mondial de Handbal Masculin din 1958 la Wikimedia Commons
- en  Campionatul Mondial din 1958 la Federația Internațională de Handbal